# Fluorid samaritý
Fluorid samaritý je anorganická sloučenina s chemickým vzorcem SmF3.

## Příprava
Fluorid samaritý lze připravit reakcí oxidu samaritého s fluorovodíkem:
Sm2O3 + 6 HF → 2 SmF3 + 3 H2O

## Vlastnosti
Fluorid samaritý je hygroskopická pevná látka. Při pokojové teplotě je fluorid samaritý ortombické struktury typu fluoridu yttritého s prostorovou grupou Pnma (Číslo 62) a hranami mřížky a = 666,9 pm, b = 705,9 pm a c = 440,5 pm. Nad 495 °C se struktura mění na trigonální soustavu typu fluoridu lanthanitého s prostorovou grupou P3c1 (Číslo 165) a hranami mřížky a = 707 pm a c = 724 pm.